# Daniele Righi
Daniele Righi (Colle di Val d'Elsa, 28 marzo 1976) è un dirigente sportivo ed ex ciclista su strada italiano, professionista dal 2000 al 2012.

## Carriera
Comincia a gareggiare in bicicletta all'età di 8 anni, tra i Giovanissimi, e dopo una lunga esperienza nelle categorie giovanili nel 1995 passa tra i Dilettanti con il team Cuoio e Pelli di Santa Croce sull'Arno. Con i Dilettanti si mette in luce soprattutto nel 1998, quando, vestendo la divisa del G.S. Maltinti Lampadari, vince tre gare e indossa la maglia rosa (chiuderà nono) al Giro Baby. Dopo alcuni mesi di stage con la Mobilvetta-Northwave, passa professionista nella stagione 2000 con la Alexia Alluminio di Giuseppe Petito.
Nel 2002, tra le file della Index-Alexia, contribuisce come gregario alla vittoria di Paolo Savoldelli al Giro d'Italia; l'anno dopo si trasferisce alla Lampre, la squadra diretta da Giuseppe Saronni, e nel 2004, oltre al terzo posto al Gran Premio Miguel Indurain, si aggiudica il Trofeo Fuga Piaggio al Giro d'Italia, risultando l'atleta con più chilometri di fuga all'attivo in quell'edizione della "Corsa Rosa".
Dal 2005 al 2009 prende quindi il via al Tour de France per cinque edizioni consecutive: nel 2005 e nel 2007 ottiene un ottavo posto di tappa, mentre nel 2009 è sesto nella frazione di Besançon; questi risultati sempre al termine di lunghe fughe.
Conclude la carriera al termine della stagione 2012, la sua decima consecutiva in maglia Lampre. In tredici anni da pro non ha mai ottenuto vittorie in carriera, eccetto i successi, entrambi con la Lampre, in due cronometro a squadre, uno alla Settimana Internazionale di Coppi e Bartali 2003 e uno al Tour de Pologne 2007.
Dopo il ritiro svolge per cinque stagioni, dal 2014 al 2018, il ruolo di direttore sportivo alla Lampre/UAE Emirates.

## Palmarès
- 1997 (dilettanti)

Gran Premio Città di Pistoia
- 1999 (dilettanti)

Giro del Valdarno

### Altri successi
- 2003 (Lampre)

1ª tappa, 2ª semitappa, Settimana Internazionale di Coppi e Bartali (cronosquadre)
- 2004 (Lampre)

Trofeo Fuga Piaggio Giro d'Italia
- 2007 (Lampre-Fondital)

1ª tappa Tour de Pologne (Varsavia, cronosquadre)

## Piazzamenti

### Grandi Giri
- Giro d'Italia

2002: 85º
2004: 96º
2010: 49º
2011: 125º
2012: 101º
- Tour de France

2005: 110º
2006: 109º
2007: 96º
2008: 127º
2009: 110º
- Vuelta a España

2003: 125º
2004: 107º
2010: 112º
2011: 141º

### Classiche monumento
- Milano-Sanremo

2005: ritirato
2007: 107º
2009: 135º
2012: 149º
- Giro delle Fiandre

2006: ritirato
2007: 82º
2009: 114º
2012: ritirato
- Parigi-Roubaix

2005: ritirato
2006: 107º
2007: ritirato
2009: 97º
2011: 84º
- Liegi-Bastogne-Liegi

2003: ritirato
2004: 58º
2005: ritirato
2007: ritirato
2008: 113º
2009: 119º
2010: 124º
- Giro di Lombardia

2000: ritirato
2001: ritirato
2002: ritirato
2003: 38º
2004: ritirato
2010: ritirato